# Municipalità locale di Ntabankulu
Ntabankulu è una municipalità locale (in inglese Ntabankulu Local Municipality) appartenente alla municipalità distrettuale di O. R. Tambo della  Provincia del Capo Orientale in Sudafrica. 
In base al censimento del 2001 la sua popolazione è di 135.798 abitanti.
La sede amministrativa e legislativa è la città di Tabankulu e il suo territorio si estende su una superficie di 1.455 km² ed è suddiviso in 15 circoscrizioni elettorali (wards). Il suo codice di distretto è EC152.

## Geografia fisica

### Confini
La municipalità locale di Ntabankulu confina a nord  e a ovest con quella di Umzimvubu (Alfred Nzo), a nord e a est con quella di Mbizana, a est e a sud con quella di Ingquza Hill, a sud con quella di Nyandeni e a ovest con quella di Mhlontlo.

### Città e comuni
- Amanci
- Amacwera
- Bala
- Fikeni
- Lwandlolubomvu
- Ntlenzi
- Tabankulu
- Tabankulu Town
- Xesibe

### Fiumi
- Caba
- Mnceba
- Mzintlava
- Mzimvubu
- Tina